# Lugones (stacja kolejowa)
Lugones (hiszp: Estación de Lugones) – stacja kolejowa w miejscowości Siero, we wspólnocie autonomicznej Asturia, w Hiszpanii.
Jest obsługiwana przez regionalne pociągi C- i C-3 na szerokotorowej linii Venta de Baños – Gijón. Stanowi systemu kolei Cercanías Asturias.

## Położenie
Stacja znajduje się na 144,8 km linii Venta de Baños – Gijón, 163 m n.p.m.

## Historia
Stacja została otwarta 23 lipca 1874 wraz z otwarciem odcinka Pola de Lena-Gijón linii kolejowej León-Gijón. Budową linii zajęła się Compañía de los Ferrocarriles de Asturias, Galicia y León, a następnie koncesję uzyskało Noroeste. W 1865 stała się częścią Compañía de los Caminos de Hierro del Norte de España. Od 1941 w wyniku nacjonalizacji kolei w Hiszpanii stała się częścią utworzonego RENFE.

## Linie kolejowe
- Venta de Baños – Gijón – linia szerokotorowa rozstawu iberyjskiego